# Manoir Les Vents
Le manoir Les Vents est un manoir situé au Lion-d'Angers, en France.

## Localisation
Le manoir est situé dans le département français de Maine-et-Loire, sur la commune du Lion-d'Angers.

## Historique
L'édifice est inscrit au titre des monuments historiques en 1972.